# Marta Łodej
Marta Łodej (ur. 11 stycznia 1997 w Warszawie) – polska siatkarka plażowa, reprezentantka Polski, brązowa medalistka mistrzostw Polski.
Od 2017 roku reprezentuje Polskę w turniejach międzynarodowych. W 2020 roku w parze z Jagodą Gruszczyńską wygrała turniej Plaża Open w Białymstoku, zdobywając Puchar Polski. W 2021 roku w parze z Agatą Ceynową zwyciężyła w turnieju Grand Prix Polski w Kołobrzegu, a następnie wywalczyła brązowy medal mistrzostw Polski podczas turnieju finałowego rozgrywanego w Mysłowicach.